# Борело Басо (Палермо)
Борело Басо је насеље у Италији у округу Палермо, региону Сицилија.
Према процени из 2011. у насељу је живело 7 становника. Насеље се налази на надморској висини од 274 м.